# Witold Deręgowski
Witold Deręgowski (ur. 7 października 1934 w Bydgoszczy) – polski polityk, poseł na Sejm II i III kadencji.

## Życiorys
W 1967 ukończył studia w Wyższej Szkole Ekonomicznej w Poznaniu. Pracował w przemyśle lekkim i związkach zawodowych. od 1985 do 1998 kierował zarządem wojewódzkim Polskiego Związku Działkowców w Bydgoszczy.
W latach 1993–2001 przez dwie kadencje sprawował mandat poselski z listy Sojuszu Lewicy Demokratycznej z okręgu bydgoskiego. W 2001 nie ubiegał się o reelekcję i wycofał z bieżącej polityki.
W 2002 otrzymał Krzyż Oficerski Orderu Odrodzenia Polski.